# Typ 2 20-mm-Flugabwehr-Maschinenkanone
Die Typ 2 20-mm-Flugabwehr-Maschinenkanone (japanisch 二式二十粍高射機関砲 ni shiki niju miri kōsha kikanhō) war eine Maschinenkanone für die Fliegerabwehr, die vom Kaiserlich Japanischen Heer ab 1938 entwickelt und 1942 (Jahr 2602 nach dem Kōki-Kalender, daher die Jahreszahl der Benennung) offiziell eingeführt wurde. Eingesetzt wurde sie in geringem Umfang von 1943 bis 1945.

## Hintergrund
1937/38 erbeutete das Kaiserlich Japanische Heer im Rahmen des Zweiten Chinesisch-Japanischen Krieges im Raum Shanghai/Nanking mehrere von Deutschland an die chinesische Nationalrevolutionäre Armee gelieferte 2-cm-Flak 30. Einige Geschütze wurden umgehend nach Japan geschickt und intensiv getestet. Dabei erwiesen sie sich der zu der Zeit in Entwicklung befindlichen Typ 98 20-mm-Flugabwehr-Maschinenkanone vor allem im Hinblick auf Stabilität und Präzision als leicht überlegen. Daher wurde 1941 entschieden, eine mögliche Verwendung der als Typ Ra Mobile 20-mm-Flugabwehr-Maschinenkanone bezeichneten Geschütze zu prüfen.

## Entwicklungsgeschichte
Bereits 1940 hatte es Versuche mit der Waffe der 2-cm-Flak 30 auf der Lafette der Typ 98 20-mm-Flugabwehr-Maschinenkanone gegeben. Die Ergebnisse waren zufriedenstellend. Die Leistung mit der Original-Munition war zwar besser als mit dem japanischen Geschütz. Eine Einführung hätte jedoch bedeutet, neben der eigentlichen Produktion auch eine Munitionsfertigung und Munitionsversorgung für das neue, von der japanischen Version abweichende Kaliber 20×138 mm bereitstellen zu müssen. Dies erschien für die erreichte Leistungssteigerung von 2000 m auf 2200 m effektiver Reichweite als zu aufwändig. Von einer Einführung wurde daher abgesehen.

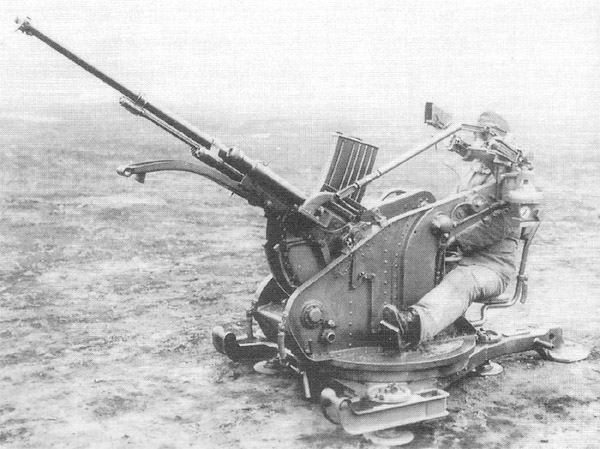
Typ 2 20-mm-Flugabwehr-Maschinenkanone in Feuerstellung, Ansicht von links

Ende 1941 wurde dann versuchsweise die Waffe der Typ 98 20-mm-Flugabwehr-Maschinenkanone in die Lafette der 2-cm-Flak 30 eingesetzt. Beschussversuche ergaben, dass die Kombination aufgrund des höheren Lafettengewichts stabiler und damit präziser als das Ausgangsgeschütz war. Allerdings wurde das deutlich höhere Gewicht von 410 kg gegenüber 373 kg (ohne Räder) und das komplexere Instellunggehen mit dem deutschen Sonderanhänger 51 als Nachteil für einen Einsatz an der Front gesehen. Stattdessen wurde entschieden, die Waffe mit einer vom Typ 94 Feuerleitsystem abgeleiteten Feuerleitanlage im Objektschutz zu verwenden.

## Technik

### Waffe
Das Geschütz besteht aus vier Hauptteilen:
- Waffe mit auswechselbarem Lauf und Mündungsbremse
- Oberlafette mit Richtmechanismus
- Unterlafette
- Sonderanhänger 51 für den Transport

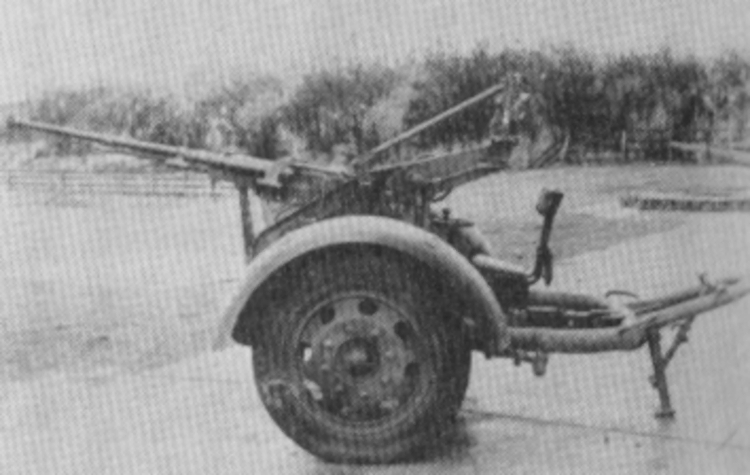
Typ 2 20-mm-Flugabwehr-Maschinenkanone in Fahrstellung, verladen auf dem Sonderanhänger 51

Das Rohr hatte eine Länge von 1400 mm (Kaliberlänge L/70). Der Gasabnehmer für den Lademechanismus nach dem System Hotchkiss setzte knapp vor der Hälfte des Laufes an. Der Richtmechanismus war auf der hinteren Hälfte des Gehäuses platziert. Der Lauf konnte bei Bedarf durch einen Bajonettverschluss am Gehäuse schnell ausgetauscht werden. Am hinteren Ende des Gehäuses waren zudem eine Schulterstütze und ein vertikal angeordneter Handgriff mit Druckknopf auf dem oberen Ende angebracht. So konnte die Waffe samt Oberlafette mit der Körperkraft des Schützen ausgerichtet und nachgeführt werden. Der Druckknopf diente als Abzug und wurde mit der linken Hand bedient. Ein u-förmiges Stahlblech diente als Wiege. Die Munitionszufuhr erfolgte durch ein nach vorn gebogenes Kastenmagazin für 20 Schuss in der Mitte des Gehäuses von oben.
Die Oberlafette bestand aus zwei trapezförmigen Stahlblechen mit einer Verlängerung nach hinten oben, die auf eine bewegliche, runde Grundplatte geschweißt waren. Auf der linken Seite war die Verlängerung des Stahlblechs deutlich länger. An ihrem Ende waren das Flugabwehrvisier 35 und das Linealvisier 21 der deutschen Luftwaffe befestigt. Der Richtschütze saß auf einem Sitz mit Rückenlehne unter den Visieren und hinter einer Reihe von Skalen mit je zwei Zeigern. Die Richtwerte des Feuerleitsystems wurden elektrisch durch mehrpolige Kabel vom Feuerleitrechner auf die Skalen der Kanone übertragen. Die Einrichtung des jeweiligen Geschützes erfolgte dann durch Handräder an der Oberlafette. Die Soll-Werte wurden über einen der Zeiger der Skalen angegeben und der Schütze musste den zweiten Zeiger zur Deckung bringen. Die Basisdaten wurden mit dem Richtmechanismus über Hebel mechanisch an die betreffenden Bauteile des Geschützes übertragen. Links vom Schützen war der Anschluss des Feuerleitsystems montiert. Die Waffe an sich war etwa mittig zwischen den Seitenteilen vertikal beweglich eingebaut. Durch die nach hinten verschobenen Montagepunkte für Sitz und Visiere war ein Höhenrichtwinkel bis 95° möglich. Die Grundplatte der Oberlafette war mit einem Drehzapfen beweglich in die Unterlafette eingesetzt. Dies ermöglichte einen Seitenrichtbereich von 360°.
Die Unterlafette bestand aus einer durch drei Holme mit Auflagetellern leicht erhöhten, dreieckigen Plattform. Die zwei kurzen Holme am vorderen Ende wiesen seitlich nach außen. Sie bestanden jeweils aus einer kurzen, skiförmigen Schiene, mit der sie am Anhänger befestigt wurden. In der Schiene war jeweils eine Gewindestange am Auflageteller befestigt. Damit konnten letztere individuell so in der Höhe verändert werden, dass das Geschütz insgesamt waagerecht stand. Der hintere Holm war an der Spitze des Dreiecks der Plattform angeschweißt. Er war länger und sein Auflageteller war fest verschraubt. Ein weiterer, kleiner Auflageteller an einer Gewindestange im Holm kurz vor der Plattform wurde für die Verladung auf dem Sonderanhänger 51 benötigt.

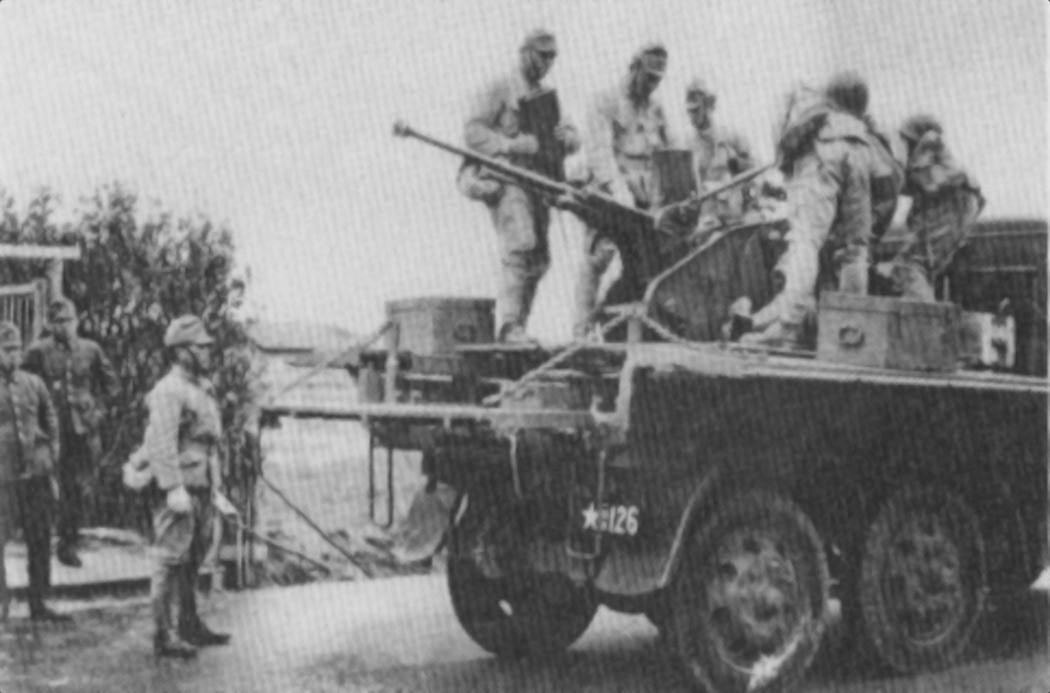
Typ 2 Maschinenkanone, verladen auf einem Typ 94 6-rad Lastkraftwagen

Der gabelförmige Sonderanhänger 51 bestand aus mehreren, zusammengeschweißten Stahlrohren. Der vordere Teil war u-förmig und nahm das Geschütz auf. Rechts und links davon war je ein Rad mit Luftbereifung und Stahlfelge unter einem halbrunden Kotflügel angebracht. Am hinteren Ende des Vorderteils war eine ebenfalls u-förmige Deichsel mit der Anhängerkupplung am hinteren Ende in einem stumpfen Winkel angeschweißt. Unter dem hinteren Ende des Vorderteils war zudem eine v-förmige, einklappbare Stütze montiert. Ein ebenfalls klappbare Abstützung an der Deichsel verhinderte, dass die Stütze unkontrolliert einklappen konnte. Beim Verladen wurde der Anhänger bis über die vorderen Holme der Unterlafette gefahren. Dann wurde er bis zu den Kotflügeln nach vorn oben gekippt, dass der vordere Teil der skiförmigen Schiene an den vorderen Holmen des Geschützes in den Haltemechanismus im Anhänger einrastete. Dann kippte die Mannschaft den Anhänger hinten wieder nach unten, bis die Deichsel flach auf dem Boden lag. Mit dem kleinen Auflageteller an der Gewindestange vor dem hinteren Ende der Plattform der Unterlafette wurde dann der hintere Holm soweit angehoben, dass er über die Höhe der Gabel hinausragte. Dann konnte das Geschütz im Anhänger nach vorn geschoben werden, wodurch der hintere Holm auf der Gabel zu liegen kam und dort befestigt werden konnte. Nach Herunterschrauben des vorderen Auflagetellers am hinteren Holm war das Geschütz dann fahrbereit. Das Instellunggehen erfolgte in umgekehrter Reihenfolge.
Die finale Version wurde auch auf einem Typ 94 6-Rad Lastkraftwagen verladen und getestet, analog zur Typ 98 20-mm-Flugabwehr-Maschinenkanone. Die Erprobungsergebnisse sind allerdings nicht bekannt.

### Munition
Die Typ 2 20-mm-Flugabwehr-Maschinenkanone verwendete die gleiche Munition wie die Typ 98 20-mm-Flugabwehr-Maschinenkanone. Von dieser wurden vier bis zu 10 cm lange Geschosse verschiedener Art verwendet:
- zwei Sprenggeschosse mit Leuchtspur, davon eins mit Zerleger
- ein Brandgeschoss mit Leuchtspur und Zerleger
- ein panzerbrechendes Geschoss mit Leuchtspur

Die Leuchtspurladungen wurden jeweils beim Abschuss durch das abbrennende Treibladungspulver gezündet. Die Zerlegerladung wurde, soweit vorhanden, jeweils durch eine kurze Schwarzpulver-Verzögerungsladung kurz vor dem Ausbrennen von des Leuchtspursatzes ausgelöst.
| Bezeichnung                                                | Bild                                                       | Gewicht  | Gewicht                        | Sprengstoff                               | Zünder                  |
| Bezeichnung                                                | Bild                                                       | Geschoss | Sprengstoff                    | Sprengstoff                               | Zünder                  |
| ---------------------------------------------------------- | ---------------------------------------------------------- | -------- | ------------------------------ | ----------------------------------------- | ----------------------- |
| Typ 98 20 mm Sprenggeschoss mit Leuchtspur                 | Typ 98 20 mm Sprenggeschoss mit Leuchtspur                 | 128,71 g | unbekannt                      | Hexogen                                   | Typ 93 Aufschlagzünder  |
| Typ 100 20 mm Sprenggeschoss mit Leuchtspur und Zerleger   | Typ 100 20 mm Sprenggeschoss mit Leuchtspur und Zerleger   | 133,25 g | unbekannt                      | Hexogen (Sprengladung und Zerlegerladung) | Typ 100 Aufschlagzünder |
| Typ 100 Modell 2 Brandgeschoss mit Leuchtspur und Zerleger | Typ 100 Modell 2 Brandgeschoss mit Leuchtspur und Zerleger | 127,00 g | unbekannt                      | Hexogen (Zerlegerladung)                  | Typ 100 Aufschlagzünder |
| Typ 100 panzerbrechendes Geschoss mit Leuchtspur           | Typ 100 panzerbrechendes Geschoss mit Leuchtspur           | 155,93 g | keine Sprengladung installiert | massives Geschoss ohne Sprengladung       | kein Zünder notwendig   |

Die Verwendung der Typ 98 Sprenggeschosse mit Leuchtspur wurde im Juli 1942 offiziell verboten. Zudem gab es zu diesem Zeitpunkt auch Probleme mit der Qualität der ausgelieferten Munition.
Die Kartusche war bei allen Geschossen die gleiche. Sie war aus Messing und 14,2 cm lang bei einem Basisdurchmesser von 2,845 cm. Das Leergewicht lag bei 208,3 g. Die Treibladung bestand aus 58,9 g in gekörntem, graphitiertem, rauchlosem Pulver.

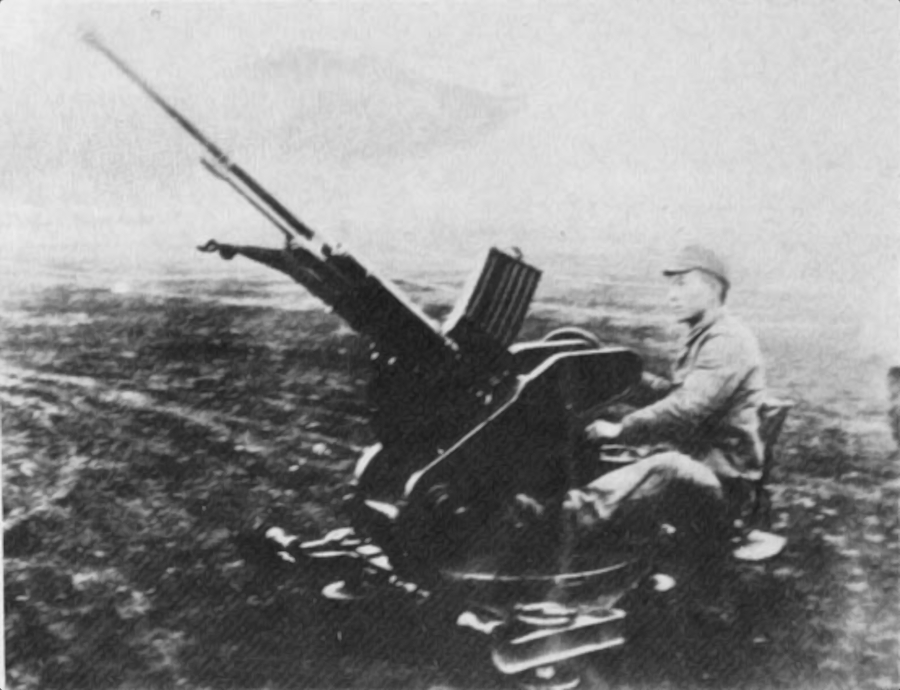
Prototyp der Typ 2 Maschinenkanone für die nicht gestartete Serienfertigung

## Produktion und Einsatz
Ursprünglich war geplant, neben dem Umbau erbeuteter Geschütze eine größere Anzahl selbst zu fertigen. Dazu wurden die Seitenteile der Oberlafette vereinfacht und aneinander angeglichen. Aufgrund des damit verbundenen Aufwands und dem bereits beginnenden Rohstoffmangel ist eine eigene Fertigung jedoch nicht erfolgt. Zudem hätte die Produktion der Typ 98 20-mm-Flugabwehr-Maschinenkanone darunter gelitten. Insgesamt wurden daher nur etwa 16 der Geschütze aus China entsprechend umgerüstet.
Der Einsatz erfolgte in zwei unabhängigen Maschinenkanonen-Kompanien zu je sechs Geschützgruppen, einem Messzug und einem Munitionszug. Das Feuerleitsystem war so konzipiert, dass alle wesentlichen Elemente wie Kommandogerät, Messgeräte und die 220-V-Generatoren entweder fest auf Typ 94 3-t-Anhängern montiert oder auf Anhänger oder Lastkraftwagen verladbar waren Der Einsatz der Kompanien erfolgte bis Kriegsende je nach Luftlage in der Nähe besonders wichtiger Fertigungsanlagen im Bereich der Heimatinseln Japans.

## Varianten
- Die erste Version der Typ 2 20-mm-Flugabwehr-Maschinenkanone war noch zur Verwendung an der Front optimiert. Sie hatte ein einfaches Kreiskornvisier an Stelle der deutschen Flugabwehrvisiere. In dieser Konfiguration sind einige Erprobungen gemacht worden. Am Ende stand eben die Entscheidung, sie als Geschütze in der Heimatverteidigung einzusetzen.

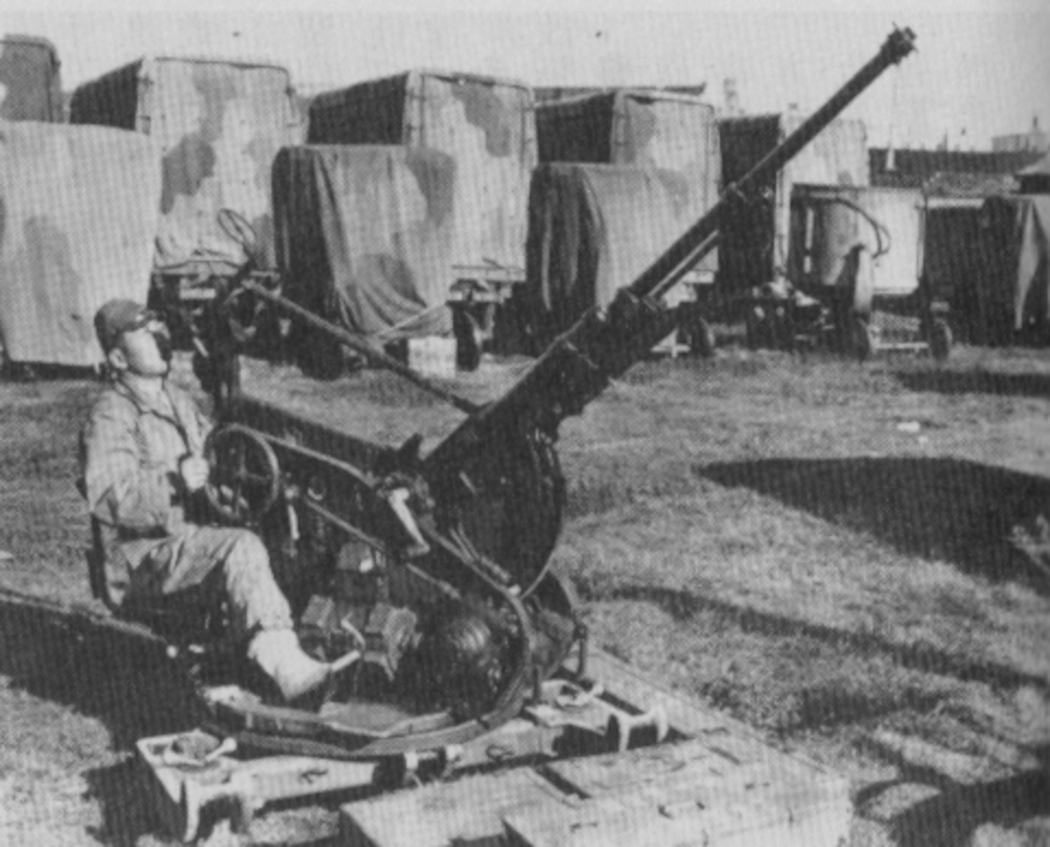
Frühe Version der Typ 2 20-mm-Flugabwehr-Maschinenkanone von rechts
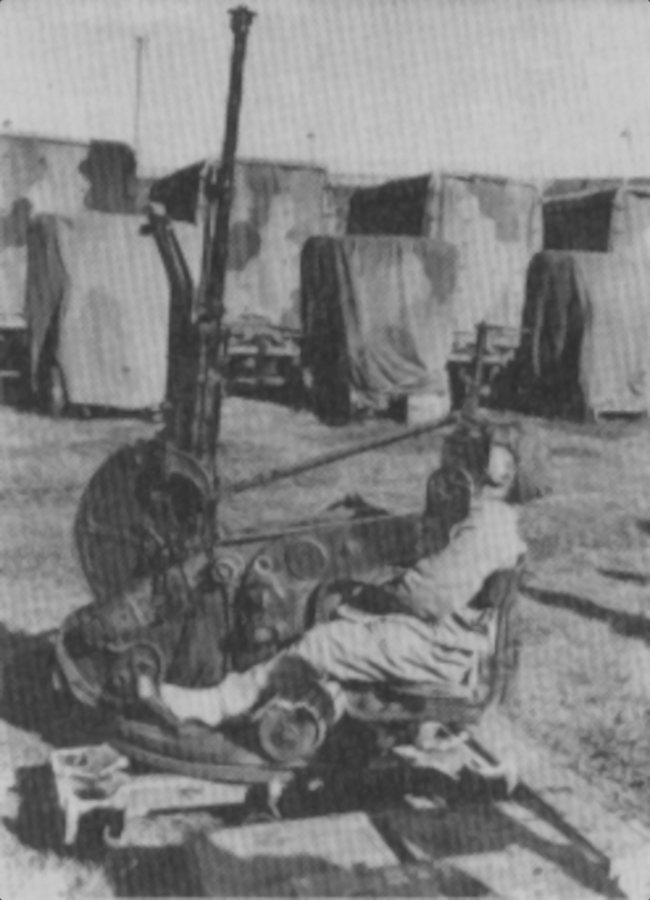
Frühe Version der Typ 2 20-mm-Flugabwehr-Maschinenkanone von links, Waffe in maximaler Erhöhung

- Für die Serienfertigung wurde eine Version mit vereinfachten Seitenteilen an der Oberlafette getestet. Diese hatten am hinteren, oberen Ende auf beiden Seiten gleich lange Verlängerungen. Rechts war das Handrad zur Höhenrichtung, links die Visiere montiert.

- 1942 wurde zusätzlich mindestens ein Prototyp einer Version mit zwei nebeneinander montierten Waffen unter der Bezeichnung Experimentelle 20-mm-Zwillings-Flugabwehr-Maschinenkanone gefertigt. Dazu wurden zwei Typ 98 20-mm-Flugabwehr-Maschinenkanonen ohne Unterlafette auf eine runde Bodenplatte mit größerem Durchmesser montiert. Sie wurden fest mit einer vertikal drehbaren Achse miteinander verbunden. Die Achse war rechts und links in je der äußeren, auf der Bodenplatte verschweißten, fünfeckigen Seitenplatte aus Stahl befestigt. Der Höhenrichtmechanismus war zwischen den Waffen in einem Stahlkasten montiert. Dieser hatte an den hinteren, oberen Enden Verlängerungen. An diesen saß rechts das Handrad für den Höhenrichtmechanismus und links war dort das Flugabwehrvisier angebaut. Der Höhenrichtmechanismus wirkte gleichmäßig auf die gebogenen Zahnstangen unterhalb beider Waffen. Der Schütze saß in einem Sitz mit Rückenlehne hinter den Waffen. Vor ihn war ein Handrad für die Seitenrichtung auf einem schmalen Pivot montiert. Die Unterlafette wurde unverändert von der 2-cm-Flak 30 übernommen. Zu einer Produktion ist es nicht gekommen.[4]

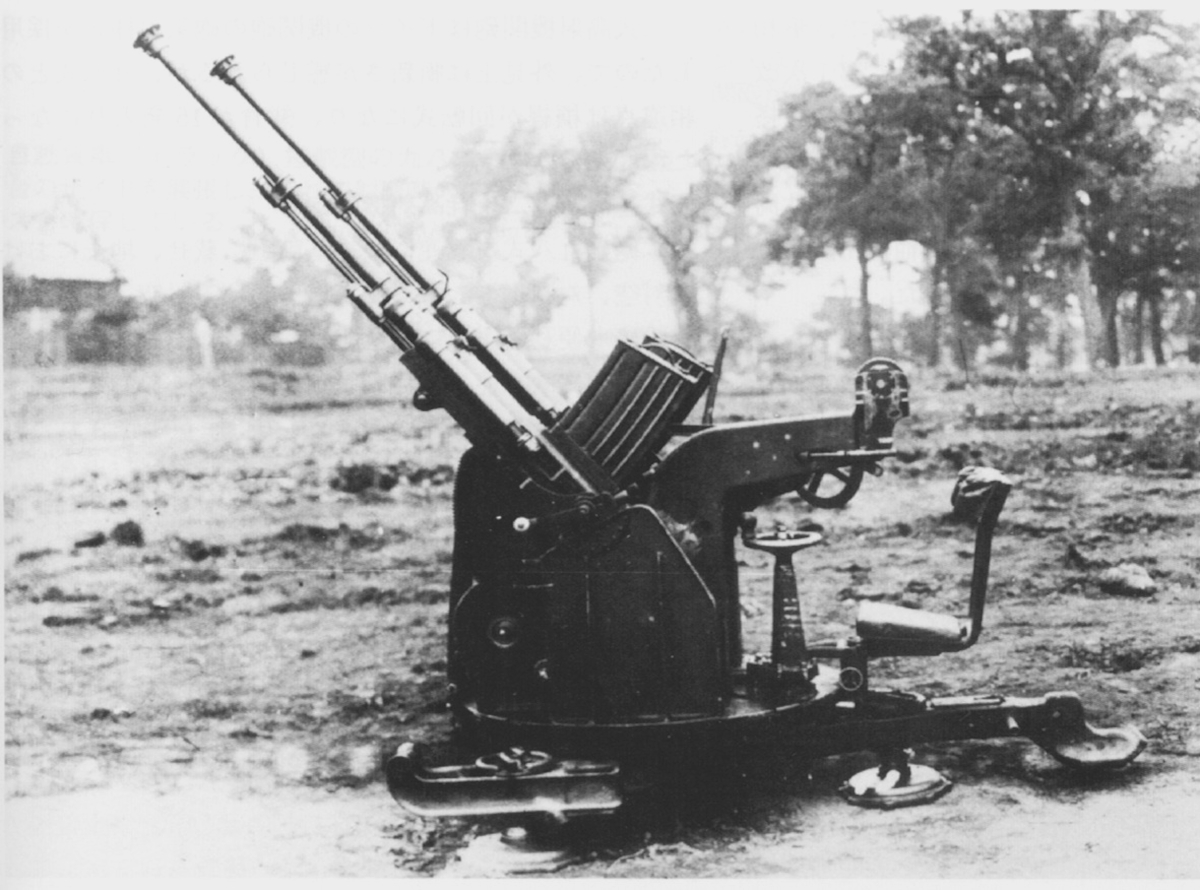
Experimentelle 20-mm-Zwillings-Flugabwehr-Maschinenkanone von links
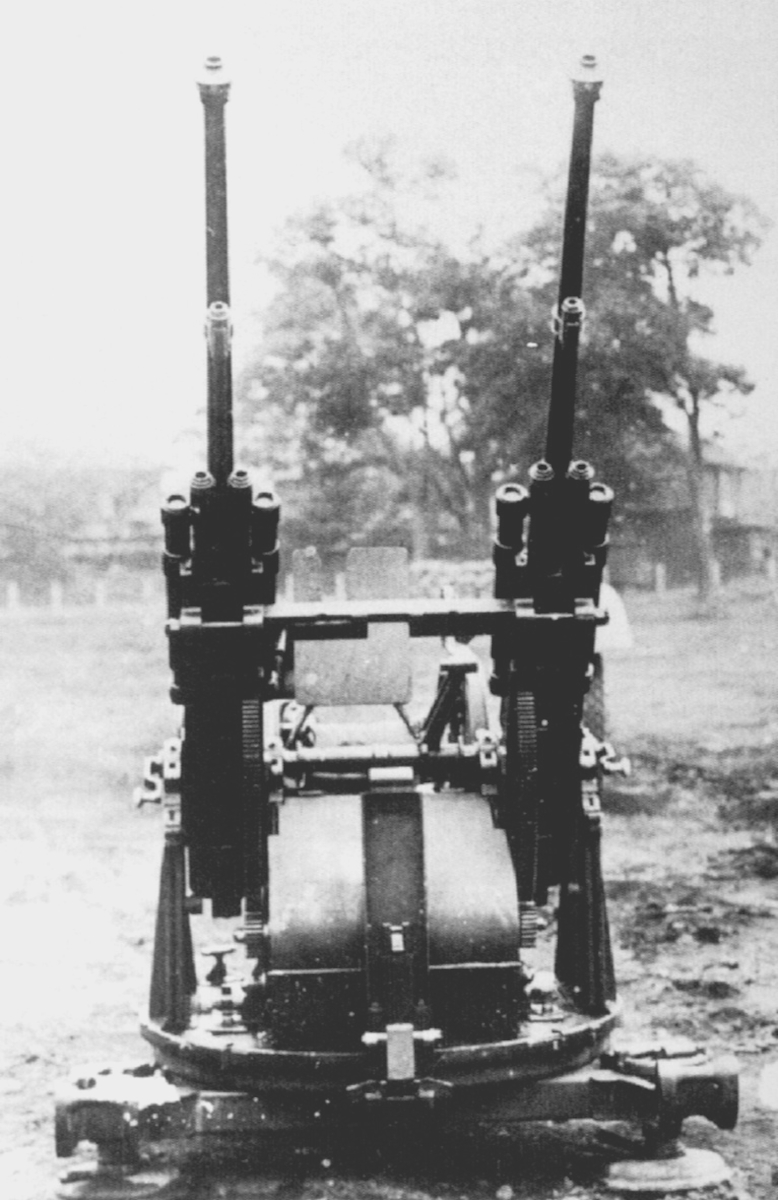
Geschütz von vorn
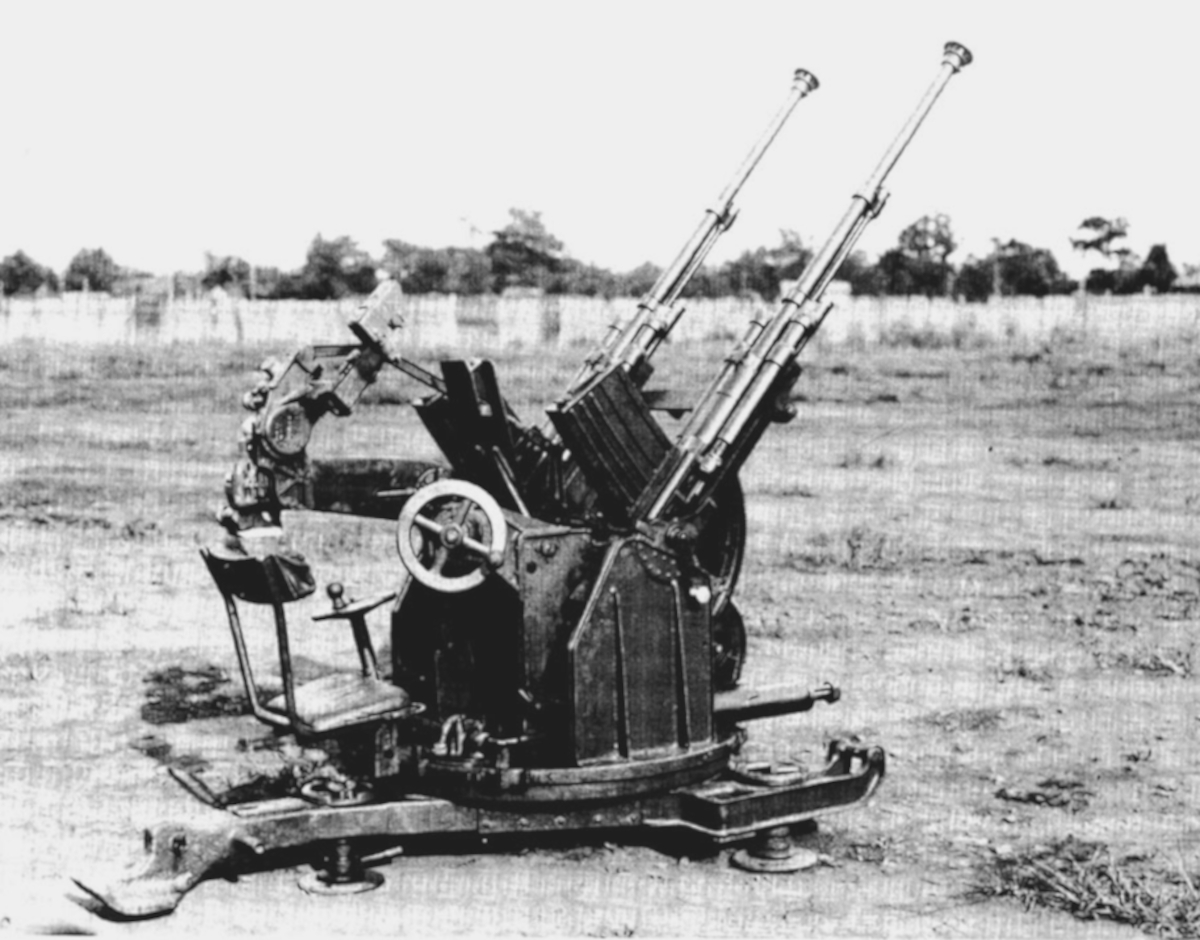
Experimentelle 20-mm-Zwillings-Flugabwehr-Maschinenkanone von rechts

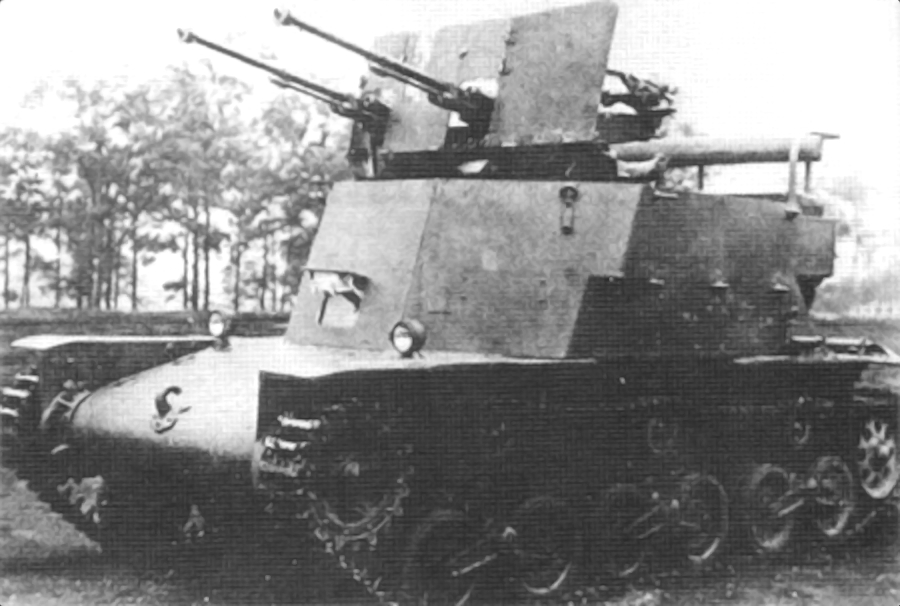
Prototyp der experimentellen 20-mm-Flugabwehr-Maschinenkanone So-Ki 1 als Bewaffnung des Experimentellen Flugabwehrpanzers Nummer 3 So-Ki

- Es gibt Hinweise darauf, dass auch die Fertigung eines Prototyps einer Version mit vier Waffen analog zum 2-cm-Flak-Vierling 38 begonnen worden sein soll. Es ist jedoch unbekannt, ob dieser fertig gestellt wurde.[5]

- 1943 entstand aus der Zwillingsversion eine Version mit zwei Waffen, deren Achse auf ein Pivot als Unterlafette montiert war. Diese erhielt die Entwicklungsbezeichnung Experimentelle 20-mm-Flugabwehr-Maschinenkanone So-Ki I und diente unter anderem zur Bewaffnung des Prototyps des Experimentellen Flugabwehrpanzers Nummer 3 So-Ki. Da keine Einführung erfolgte, wurde auch keine offizielle Benennung vergeben.[6]

## Nachfolger
- Zuletzt entstand 1944 mit der fest eingebauten Typ 4 20-mm-Flugabwehr-Zwillingsmaschinenkanone eine weitere Version mit zwei parallel montierten Waffen, basierend auf dem So-Ki I-Geschütz. Zu diesem Zeitpunkt war das Kaliber 20 mm aber fast wirkungslos geworden. Trotzdem wurde noch etwa 500 dieser Geschütze gefertigt.
- Ab 1944 stieg das Heer in Vorbereitung für den Endkampf in geringem Umfang auch noch auf die etwas stärkere Typ 96 25-mm-Maschinenkanone der Marine um.